# Lussant
Lussant település Franciaországban, Charente-Maritime megyében. Lakosainak száma 1013 fő (2022. január 1.). Lussant Cabariot, Champdolent, Moragne, Saint-Coutant-le-Grand és Tonnay-Charente községekkel határos.

## Népesség
A település népességének változása:
| Lakosok száma | 705  | 725  | 763  | 890  | 982  | 987  | 1002 | 1012 | 1019 | 1013 |
|               | 1968 | 1982 | 1990 | 2006 | 2013 | 2015 | 2017 | 2019 | 2020 | 2022 |